# یولیوس روسکا
یولیوس فردیناند روسکا یا ژولیوس روسکا ( ۹ ژانویه ۱۸۶۷، بوهل، بادن – ۱۱ فوریه ۱۹۴۹، شرامبرگ ) اهل آلمان، مدرس، شرق‌شناس و دانشمند تاریخ علوم و تاریخ ریاضیات بود.
در ابتدا معلم ریاضیات در دبیرستانهای هایدلبرگ بود. او یک منتقد در ادبیات کیمیاگری بود. مطالعات او طیف بسیار گسترده ای از مطالب را شامل می‌شد، از جمله متن اولیه کیمیاگری به نام Emerald Tablet (لوح زمرد).از ۱۹۲۴ به بعد او به سمت سرپرستی انستیتویی در هایدلبرگ منصوب شد که دوران تحصیل خود را در آنجا سپری کرده بود.
او در سال ۱۹۲۱ دستنوشته ای کهن به نام «سرالاسرار» از پزشک و شیمیدان ایرانی زکریای رازی را کشف کرد.
از میان هفت فرزندی که به جای گذاشت، ارنست روسکا و هلموت روسکا، به عناوین برجسته ای در حوزه‌های مطالعاتی خود دست پیدا کردند.